# Ahmed Belgasem
Ahmed Youssef Belgasem (* 15. Oktober 1987) ist ein libyscher Radrennfahrer.
Ahmed Belgasem wurde 2006 Etappenzweiter auf dem siebten Teilstück der Tour des Aéroports in Sfax. In der Saison 2008 wurde er jeweils Etappendritter bei der Tour of Libya und bei der Tour de la Pharmacie Centrale. Bei den Olympischen Sommerspielen 2008 in Peking nahm Belgasem am Straßenrennen teil, welches er jedoch nicht beenden konnte. Später wurde er einmal Etappendritter bei der Tour du Sénégal und zweimal bei der Tour du Faso.

## Erfolge
2010
- Gesamtwertung Tour of Libya